# Sasobek
Sasobek, auch Sa-Sobek, war ein altägyptischer Wesir, der am Ende der 25. oder am Anfang der 26. Dynastie amtierte. Bei dem Wesir handelte es sich im Alten Ägypten um das höchste Staatsamt nach dem König (Pharao). Seit dem Neuen Reich war das Amt zweigeteilt. Sasobek war unterägyptischer Wesir. Er residierte also im Norden des Landes in der damaligen Hauptstadt Sais. Sasobek ist von seinem Sarkophag bekannt, der sich heute im Britischen Museum befindet (BM 17). Er wird auch auf der Statue seines Sohnes Horwedja genannt.